# آشرت انی
آشرت انی (عبری: אשרת עיני‎؛ زادهٔ ۱۵ سپتامبر ۱۹۸۴) بازیکن فوتبال اهل اسرائیل است.
وی همچنین در تیم ملی فوتبال زنان اسرائیل بازی کرده‌است.